# Frida Kahlo Viva la Vida
Frida Kahlo Viva la Vida es un monólogo teatral escrito en 1998 por Humberto Robles, y ha sido montado en 28 países (México, Puerto Rico, Uruguay, Brasil, España, Italia, Inglaterra, Portugal, Costa Rica, Paraguay, Estados Unidos, Colombia, Alemania, República Dominicana, Francia, Argentina, Canadá, Perú, Venezuela, Chile, Austria, Bolivia, Ecuador, Australia, Japón, Holanda, Taiwán y Rumanía)

## Sinopsis
En un día de muertos, Frida Kahlo espera a sus invitados y mientras cocina, evoca a Diego Rivera, Nelson Rockefeller, León Trotski, expone su opinión sobre los artistas, sobre México, Estados Unidos, Francia y surge inevitablemente el recuerdo del accidente y la presencia de la muerte. Un monólogo entre el dolor, la pasión y el humor. 
En Portugal y Gran Bretaña la obra ha sido presentada como: "una obra que tiene emocionadas a las audiencias en ambos lados del Atlántico".

## Premios
- Humberto Robles recibió el premio como Mejor Iniciación Dramática de la APT (Asociación de Periodistas Teatrales) en 2001.
- Por este monólogo: Laura de Ita recibió el premio a Mejor Actriz de Monólogo por la APT en 2002.
- Gabriela Roel el premio de Mejor Actriz de Monólogo por la APT en 2008.
- Adriana do Reis fue nominada a Mejor Actriz a los Florencios 2007 (Uruguay).
- El montaje brasileño ganó el premio de Mejor Maquillaje.
- Gael Le Cornec ganó el premio de Mejor Actriz por la United Artist en el Festival de Teatro de Edimburgo en 2008 y el Argus Angel Award 2009 (Artistic Excellency) recibido en el Brighton Festival Fringe.
- En 2018 la obra ganó el premio como Mejor Espectáculo Biográfico en el United Solo Festival.[2]

## Montajes
- La obra se estrenó en la Ciudad de México en junio de 2001 con Laura de Ita, música en vivo de Joselo Rangel (Café Tacvba), bajo la dirección de Rodrigo Vázquez. En febrero de 2002 obtuvo dos premios de la APT Asociación de Periodistas Teatrales: Mejor Iniciación Dramática y Mejor Actriz. Estuvo en temporada en el Teatro La Gruta del Centro Cultural Helénico, en el Teatro La Capilla y en el Foro Cultural Coyoacanense Hugo Argüelles, permaneciendo más de un año en cartelera. Se presentó en varios festivales dentro y fuera de México, como en el Tercer Festival de Monólogos, las Fiestas de Monterrey, el Festival del Fuego en Santiago de Cuba, Cuba, y en la Maison du Méxique de París, Francia.

- En 2004 se estrenó en Puerto Rico, con la actuación de Alba Nydia Díaz, dirigida por Sonia Valentín.

- En 2004 se estrenó en Uruguay, con la actriz boliviana Paula López, bajo la dirección de Daniel Torres y Agustín Camacho Separovich. Posteriormente Adriana Do Reis interpretó el papel de Frida y ha estado en cartelera desde 2004 hasta 2018. Adriana Do Reis fue nominada como Mejor Actriz a los premios Florencios 2005 por esta obra y en 2007 el montaje ganó los Fondos Concursables para llevar la obra a 10 ciudades del interior. En 2009 volvió a ganar los Fondos Concursables para dar una gira por Uruguay. En 2009 participó en el 16 Festival Internacional de Teatro de Porto Alegre "Em Cena", Brasil, y en 2010 en Recife.

- En 2005 se presentó en el Festival de Monólogos de Chicago, USA, con la actuación de Carmen Huete, música de Fratta y dirección de Humberto Robles.

- En 2007, dentro del Festival LGTB Visible de Madrid, España, se estrenó con Cocó Ortiz, bajo la dirección de Lidio Sánchez.

- En septiembre de 2007 se estrenó en Curitiba, Brasil, con Isabelle Soares Neri, bajo la dirección de Luis Benkard. Obtuvo el premio de teatro al Mejor Maquillaje.

- En 2007 se volvió a montar en la Ciudad de México, con Gabriela Roel y Ana Karina Guevara (alternando funciones), dirigida por Felipe Nájera. En febrero de 2008, Gabriel Roel ganó el premio como Mejor Actriz de Monólogo de la APT por esta obra.

- En abril de 2008 se estrenó en Torreón, Coahuila, con Beatriz Espíndola.

- En 2008 fue montada por el grupo "Teatro La Resistencia" de Reynosa, Tamaulipas, con Carmen García, dirigida por Carolina Cisneros, 2007-2008

- En julio de 2008 se estrenó en Gran Bretaña, con Gael Le Cornec, dirigida por Luis Benkard, y en agosto en el Festival de Teatro de Edimburgo. Gael Le Cornec ganó el premio de Mejor Actriz por la United Artist del Festival de Edimburgo y el Argus Angel Award 2009 (Artistic Excellency) recibido en el Brighton Festival Fringe. En 2009 se presentó en Ostrava, República Checa, en noviembre estuvo en temporada en el Oval House Theater de Londres, y en enero de 2010 en el Museo Británico.

- El 12 de septiembre de 2008 se estrenó en Asunción, Paraguay, con Ana María Imizcoz.

- En 2009 se estrenó en Portugal, con Fernanda Serrano, dirigida por Antonio Feio.

- En 2009 se estrenó con Mónica Livoni en Turín, Italia.

- En 2009 fue montada por alumnos de la UNACH, dirigidos por César Ríos, Comitán, Chiapas.

- En 2009 se estrenó con Jahel Palmero en San José de Costa Rica.

- En 2010 se estrenó en Bucaramanga, Colombia, con Rafaela Camargo, dirigida por Sergio Gómez; en República Dominicana con Jennie Jhisar, dirigida por Ángel Hache; y en Múnich, Alemania, con Cecilia Bolaños.

- En 2011 se estrenó en Nantes, Francia, con Raquel Urióstegui.

- En 2012 se estrenó en Neuquén, Argentina, con Alainne Pelletier. Asimismo se montó en dos ciudades portuguesas, en Madeira con Andreia Morgado, y en Leiría con Vania Silva, dirigida por Joao Lázaro.

- En 2012 se estrenó en Canadá, con Talía Leos y Rocío Tamez, por Compañía Teatral Blanch

- En 2013 se estrenó en Espacio Teatro, con Ximena Echeverría, Montevideo, Uruguay.

- En 2013 se estrenó en Córdoba, Veracruz, México, con Ingrid González, por Grupo teatral Foro Cuatro dirección Pina Morayta en el teatro Pedro Díaz, y con Carmita Pinedo en Cusco, Perú.

- En 2014 se estrenó con Prakriti Maduro, dirigida por Juan José Martín en Caracas, Venezuela. Funciones en Miami. También en temporada, 2015.

- En 2014 se estrenó en Valparaíso, Chile, con Flormarina Acevedo y Juan Aravena, dirigido por Eduardo González y producida por la Compañía de Teatro Tranvía.

- En 2015 se estrenó en León, Guanajuato. Hubo funciones en Tijuana, Ensenada y DF con Minerva Velasco. Se estrenó con Carmen Calderón en San Miguel de Allende en el Teatro Ángela Peralta. El grupo "Teatr3s" la estrenó en Barcelona y Úrsula Murayama en Madrid, España. En Nueva York con Susan Rybin y en Merano, Sur del Tirol con Viktoria Obermarzoner, versión en alemán.

- En 2016 se estrenó con Viktoria Obermarzoner Viena, Austria; en Durango, País Vasco, Vizcaya, y en Arequipa, Perú.

- En 2017 se estrenó en Mendoza, Argentina, con Agustina Capello, dirigida por Damián Marcellini, producida por Ignacio José dando giras por varias ciudades argentinas.

- En 2018 se volvió a montar en México con Ana Karina Guevara, dirigida por Pilar Boliver, así como con Adriana Do Reis en Montevideo, Uruguay. Se estrenó en Alemania, versión en ese idioma, dirigido por Martina Mann.

- En 2019, se estrenó en Sídney, Australia, con Kate Bookallil, dirigida por Anna Jahjah, en Viena, Austria con Rosanna Ruo, dirigida por Andreas Simma y Ariana Salles, y el Teatro do Ornitorrinco lo estrenó en Sao Paulo, Brasil, con Christiane Tricerri, dirigido por Cacá Rosset, dando funciones desde entonces hasta el 2024.

- En 2020 se reestrenó en 'Vault Festival' con Gael Le Cornec, dirigida por Luis Benkard, Londres, Gran Bretaña. También se montó en Buenos Aires, con la actuación de María Manuela González, dirigida por Marcelo Roitman.

- En 2024 se estrenó en Caracas, Venezuela, gracias a la Universidad de Sofía (de Tokyo) se transmitió por radio en Japón; se estrenó un nuevo montaje con Laura Azcurra, dirigida por Julia Morgado y tuvo su estreno en Bucarest dirigida y actuada por Ruxandra Balasu.

## Publicaciones
- En febrero de 2009, la obra fue publicada por "Largebooks Editora", con introducción y notas del autor, versión en portugués.[3]
- En 2013 se publicó por primera vez en español en México en la antología "Locus Solus", editada por el Teatro El Milagro[4]